# ゆうみ
ゆうみ（1997年12月11日 - ）は、日本のグラビアアイドル。大阪府出身。エンジェルプロダクション所属。

## 来歴
10歳（2007年）からジュニアアイドルとして活動し、アキバ系インディーズでヒットを連発する。「奇跡の美少女」と呼ばれコアなファンもいた。キャリアの初期にはインターネットを中心に人気を博した。
2013年、週刊プレイボーイに登場すると"神乳生"として話題になる。エンジェルプロダクションからインディーズDVDや写真集（主としてCD-ROM）を残したが、2014年3月20日、『天然美少女 ～ゆうみデビュー～』でメジャーデビュー。
2015年、白泉社の企画「NEXTグラビアクイーンバトル3rd Season」に参戦。
2016年3月31日、高校卒業。フリーターの傍らグラビア活動を継続。同年7月の時点ではビアガーデンで働いていた。
2016年11月より大阪を中心に｢ゆうみ in evolution｣の名義で地下アイドルとしても活動。
2017年の時点ではレストランでアルバイトもしていた。
2019年12月25日、この日のライブを最後に地下アイドルを卒業。グラビアアイドルとしての活動は引き続き行う。

## 人物
- 小学4年生の時、「学校でいろいろあって」笑えなくなってしまう。両親が「笑う練習になれば」という理由で現事務所（エンジェルプロダクション）に所属させる[12]。
- 父は伊賀の国出身。祖父母の家は（本人の発言によると）忍者屋敷[13]。
- 趣味は漫画とアニメ鑑賞[14]。特技は皿回し[1]。
- 初めてブラジャーを付けたのは10歳のころ（当時Cカップ）。「友達のお母さんに真顔で指摘された」ことがきっかけ[15]。中1でDカップ、中2でEカップ、中3でFカップと年齢が上がるごとに胸のサイズが大きくなっていった。2017年時点の公称でHカップ[16]。なお、自身の胸については個性だと思っている[12]。2017年、「おっぱい国勢調査」で、何を食べたら巨乳になったと思うとの設問に「こういう話でよく出てくる鶏肉、牛乳、豆腐は全部大好きです。都市伝説ではないと思います」と回答[15]。

## DVD作品

### エンジェルプロダクション製
- V117 ゆうみ01 小学6年生
- V125 ゆうみ02 小学6年生
- V133 ゆうみ03 小学6年生
- V143 ゆうみ04 中学1年生
- V145 ゆうみ05 中学1年生
- V147 ゆうみ06 中学1年生
- V163 ゆうみ07 中学1年生
- V170 ゆうみ08 中学1年生
- V177 ゆうみ09 中学2年生
- V178 ゆうみ10 中学2年生
- V182 ゆうみ11 中学2年生
- V186 ゆうみ12 中学2年生
- V189 ゆうみ13 中学2年生
- V192 ゆうみ14 中学2年生
- V194 ゆうみ15 中学3年生
- V197 ゆうみ16 中学3年生
- V200 ゆうみ17 中学3年生
- V204 ゆうみ18 中学3年生
- V207 ゆうみ19 中学3年生
- V208 ゆうみ20 中学3年生
- V210 ゆうみ21 中学3年生
- V213 ゆうみ22 ゆうみ15歳
- AGF000 ゆうみHAPPi
- V-220 ゆうみ24 高校1年生
- V-221 ゆうみ25 高校1年生

### An-Pro Girls製
- ゆうみ Swing Girl（2010年6月20日 らむね）
- Angel GIRLS vol.1 ゆうみ（2012年10月27日）
- Angel GIRLS vol.5 ゆうみ（2012年12月24日）
- Angel GIRLS vol.15 ゆうみ（2013年5月23日）
- ゆうみ SP Angel GIRLS オムニバス vol.6（2013年12月30日）

### DVD（メジャーレーベル）
- 天然美少女 〜ゆうみデビュー〜　ゆうみ（2014年3月20日、ラインコミュニケーションズ）LCDV-40634
- 青春ハイスクール（2014年6月20日、イーネット・フロンティア）ENCO-032
- You＆Me ～ハニカミ少女（2014年9月20日、ラインコミュニケーションズ）LCDV-40658
- ゆうみの初恋（2014年12月24日、イーネット・フロンティア）ENCO-036
- ゆうみらくる（2015年3月20日、ラインコミュニケーションズ）LCDV-40684
- Milk Tea（2015年7月23日、イーネット・フロンティア）ENCO-043
- ゆうみとあそぼっ！（2015年10月30日、エスデジタル）SBVD-298
- 近頃のゆうみ（2016年6月24日、エスデジタル） SBVD-334
- 学園天使（2016年12月21日、イーネット・フロンティア） ENCO-55
- たゆたう（2017年3月24日、スパイスビジュアル）  MMR-AZ052
- ふわっとゆうみ～What a Yuumi !!～（2017年6月30日、エスデジタル） SBVD-360
- Pure Smile ピュア・スマイル（2017年9月22日、竹書房）  TSBS-81083
- 恋に憧れて（2018年1月20日、ラインコミュニケーションズ）LCDV-40825
- ヤングチャンピオン30周年記念号付録DVD 2018アイドルムービーズvol.3（2018年4月10日、秋田書店）
- ミルキー・グラマー（2018年5月18日、竹書房）  TSDS-42313
- シースルー学園（2018年8月25日、フェイス） BFAA-008
- マシュマロバスト♡ゆうみの誘惑 ゆうみ（2018年12月21日、M.B.D. メディアブランド） MIST-057
- 私だけを見て（2019年 3月29日、スパイスビジュアル）MMR-AZ112
- 「ゆっくり、お願い。」 （2019年7月26日、エスデジタル）SBVD-430
- ゆうわく✽みるふぃ～ゆ （2020年1月25日、ラインコミュニケーションズ）LCDV-40985
- ボクとボイン（2020年9月25日、エアーコントロール）
- 隣の巨乳お姉さんが暇すぎてボクを誘惑してくるからその熟れた女体と思う存分愛し合った夏の夕暮れ（2021年2月25日、エアーコントロール）
- 芽吹く小さな花 （2021年9月24日、エアーコントロール）
- 大事なこと・・・ （2022年8月26日、エスデジタル）

### VR
- VR女子寮物語～ゆうみ～（2017年7月28日、エスデジタル）※VRを使用して女子寮管理人を体験[17]

## 出版

### CD-R
エンジェルプロダクションより発売
| 年   | 月 | タイトル                                           | 学年  | 備考                               |
| ---- | -- | -------------------------------------------------- | ----- | ---------------------------------- |
| 2009 | 4  | No.349 ゆうみ01                                    | 小6   |                                    |
| 2009 | 4  | No.358 あや&ゆうみ                                 | 小6   |                                    |
| 2009 | 7  | No.357 ゆうみ02                                    | 小6   |                                    |
| 2009 | 7  | No.441 れお&ゆうみ                                 | 小6   |                                    |
| 2009 | 8  | No.362 るいか&ゆうみ                               | 小6   | 『No.445 藍＆ゆうみ』と同一画像    |
| 2009 | 8  | No.445 藍＆ゆうみ                                  | 小6   | 『No.362 るいか&ゆうみ』と同一画像 |
| 2009 | 12 | J-23 ゆうみ☆                                       | 小6   |                                    |
| 2010 | 2  | No.374 エンジェルオムニバス Shuri ゆうみ 藍 らぶは | 中1   |                                    |
| 2010 | 4  | No.380 ゆうみ03                                    | 中1   |                                    |
| 2010 | 6  | No.386 ゆうな & ゆうみ                             | 中1   |                                    |
| 2010 | 7  | ゆうみ04                                           | 中1   |                                    |
| 2010 | 9  | J-26 ご馳走でしたゆうみ                            | 中1   |                                    |
| 2010 | 10 | No.398 ゆうみ05                                    | 小6   |                                    |
| 2011 | 2  | G-02 ゆうみ Pastel                                 | 中1   |                                    |
| 2011 | 5  | No.408 ゆうみ06                                    | 中2   |                                    |
| 2011 | 6  | ゆうみ写真集 ワンだ                                | 中2   |                                    |
| 2011 | 7  | G-07 ゆうみ夏色                                    | 中2   |                                    |
| 2011 | 9  | No.415 ゆうみ07                                    | 中2   |                                    |
| 2011 | 9  | No.416 ゆうみ08                                    | 中2   |                                    |
| 2011 | 9  | No.424 ゆうみ13                                    | 中2   |                                    |
| 2011 | 10 | G-11 ゆうみ                                        | 中2   |                                    |
| 2012 | 1  | G-16 ゆうみ                                        | 中2   |                                    |
| 2012 | 2  | No.457 ゆうみ10                                    | 中2   |                                    |
| 2012 | 2  | No.462 ゆうみ11                                    | 中2   |                                    |
| 2012 | 3  | No.451 ゆうみ25                                    | 中3   |                                    |
| 2012 | 4  | No.427 ゆうみ14                                    | 中2   |                                    |
| 2012 | 4  | No.430 ゆうみ15                                    | 中2   |                                    |
| 2012 | 4  | No.435 ゆうみ16                                    | 中2   |                                    |
| 2012 | 4  | No.450 ゆうみ18                                    | 中2   |                                    |
| 2012 | 4  | No.454 ゆうみ09                                    | 中1-2 |                                    |
| 2012 | 9  | No.440 ゆうみ17                                    | 中3   |                                    |
| 2013 | 7  | No.466 ゆうみ12                                    |       |                                    |
| 2013 | 12 | No.468 ゆうみ19                                    | 中3   |                                    |
| 2014 | 3  | No.475 ゆうみ20                                    | 高1   |                                    |

### EIC-BOOK
※ダウンロード販売
- ゆうみ デジタル写真集（特別編）～大きくなりたいの！～ （少女画像館エンジェルfile）
- ゆうみ デジタル写真集（特別編）～負けないで!～ （少女画像館エンジェルfile）
- ゆうみ デジタル写真集（特別編）～OMOTENASHI～ （少女画像館エンジェルfile）
- ゆうみ デジタル写真集（特別編）倍返し～っ！ （少女画像館エンジェルfile）

### 週プレ グラジャパ!
※レンタル
- 神乳生 （週プレnet Extra）
- LOVEきゅんきゅん （週プレnet Extra）

### Kindle
※電子書籍
- 気まぐれ女子高生file ゆうみ 「Gカップ爆乳☆16歳の天然娘」 （2014年3月31日、エンジェルプロダクション）

### 雑誌
- moecco VOL.28. マイウェイ出版. 2010. ISBN 978-4-86135-725-1
- moecco VOL.68. マイウェイ出版. 2017.
- ぷりぷりたまご vol.11. ジーウォーク. 2012. ISBN 978-4-86297-263-7
- 月刊宝島（2013年10月号）. 宝島社. 2013[18]
- 週刊プレイボーイ（2014年7月28号）. 集英社. 2014
- ヤングアニマル（2014年No.22）. 白泉社. 2014
- 月刊キスカ（2017年10月号）. 竹書房. 2017年9月8日. ASIN B0742XJ135
- 月刊キスカ（2017年12月号）. 竹書房. 2017
- ドカント 2018/1（Vol.184）. デジタルスタイル. 2018
- 週刊アサヒ芸能（2018年3月22日号）. 徳間書店. 2018
- ヤングチャンピオン（2018年No.04）. 秋田書店. 2018